# ФК Куинс Парк Рейнджърс
 Тази статия е за Куинс Парк Рейнджърс (Лондон).  За шотландския клуб Куинс Парк вижте ФК Куинс Парк.  
ФК Куинс Парк Рейнджърс (на английски: Queens Park Rangers Football Club) е английски футболен клуб от Шепард Буш, в Западен Лондон. Клубът обикновено се нарича съкратено КПР и през сезон 2008 – 2009 играе в Чемпиъншип. През август 2007 КПР сменя собствениците си, когато магнатите от Формула 1 Флавио Бриаторе и Бърни Екълстоун закупуват основния пакет акции от семейството и близките на индийския стоманен магнат Лакшми Митал.

## История
КПР е създаден през 1882, след сливането на „St Jude's“ и „Christchurch Rangers“. Новосформирания отбор получава името Куинс Парк Рейнджърс, защото повечето от новите му футболисти са от района на Куинс Парк в Северо-Западен Лондон. КПР става професионален клуб през 1889 и играе домакинските си срещи на почти 20 различни стадиона (това е клубът, сменил най-много стадиони в цяла Англия).

## Успехи
Карлинг Къп (Купа на Лигата)
- Победител – 1967
  - Финалист – 1986

ФА Къп
- Финалист – 1982

Къмюнити шийлд
- Финалист (2) – 1908 и 1912

## Известни бивши футболисти
- Лес Фърдинанд
- Рой Уегърли
- Рей Уилкинс
- Денис Бейли
- Йън Холоуей
- Дейвид Барздли
- Дарън Пийкок
- Анди Синтън
- Андрю Импи
- Алън Макдоналд
- Кевин Галън
- Адел Таарабт
- Чарли Остин
- Боби Замора
- Джейми Маки
- Джибрил Сисе
- Дейвид Сиймън
- Освалдо Ардилес

## Бивши треньори
- Тери Винейбълс
- Тревор Франсис
- Джери Франсис
- Дон Хоу
- Рей Уилкинс
- Джон Грегъри
- Луиджи Де Канио
- Нийл Уорнък
- Марк Хюз
- Хари Реднап
- Джими-Флойд Хасълбанк
- Пауло Соуза
- Вини Джоунс